# Parti Démocratique de Côte d’Ivoire
Die Parti Démocratique de Côte d’Ivoire (PDCI, deutsch Demokratische Partei der Elfenbeinküste) ist eine Partei der Elfenbeinküste.
Sie wurde am 9. April 1946 gegründet und war Mitglied des Rassemblement  Démocratique Africain. Von ihrem Profil her ist sie moderat konservativ und der rechten Mitte zuzurechnen.

## Geschichte
Nach der Unabhängigkeit der Elfenbeinküste war sie in den Jahren 1960 bis 1990 unter ihrem Vorsitzenden Félix Houphouët-Boigny die Einheitspartei des Landes. Nach der ersten pluralistischen Wahl 1990 blieb die Partei zunächst an der Macht. 1993 starb Houphouët-Boigny und Henri Konan Bédié wurde sein Nachfolger. Sie verlor die Vormachtstellung nach einem hitzigen Wahlkampf und zahlreichen juristischen Auseinandersetzungen schließlich infolge des von General Robert Guéï angeführten Militärputsches.
Aus den Parlamentswahlen 2000 ging die PDCI als stärkste Partei mit 94 Parlamentssitzen hervor.
Seit Ende 2023 ist Tidjane Thiam Vorsitzender der Partei. Dieser wollte an der Präsidentschaftswahl in der Elfenbeinküste 2025 teilnehmen, ein ivorisches Gericht untersagte im April 2025 die Teilnahme an der Wahl und Strich ihm aus dem Wahlregister, weil er zum Zeitpunkt seiner Registrierung auch die französische Staatsbürgerschaft besessen habe.

## Weblink
- Offizielle Webpräsenz der PDCI